# Phyllanthus comptonii
Phyllanthus comptonii är en emblikaväxtart som beskrevs av Spencer Le Marchant Moore. Phyllanthus comptonii ingår i släktet Phyllanthus och familjen emblikaväxter. Inga underarter finns listade i Catalogue of Life.